# Скерневице
Скерневѝце (на полски: Skierniewice) е град в Централна Полша, Лодзко войводство. Административен център е на Скерневишки окръг на Скерневишка община без да е част от тях. Самият град е обособен в отделен окръг с площ 34,41 км2.

## География
Градът се намира в историческата област Мазовия. Разположен е в Ловицко-Блонската равнина.

## Население
Населението на града възлиза на 48 658 души (2012 г.). Гъстотата е 1414 души/км2.
Демография:
- 1921 – 16 647 души
- 1995 – 47 900 души
- 2003 – 49 119 души
- 2009 – 49 047 души

## Фотогалерия
- Сградата на градския Сейм
- Църквата „Св. Яков“
- Железопътната гара